# Евридика (съпруга на Еней)
Вижте пояснителната страница за други значения на Евридика.
Евридика (на старогръцки: Εὐρυδίκη; Eurydice; Eurydike) в гръцката митология е съпруга на Еней, троянският герой, син на принц Анхиз и богинята Афродита. Наричана е Креуза.